# Tsunao Aida
Tsunao Aida (japonais 会田 綱雄; 17 mars 1914 à Tokyo - 22 février 1990) est un poète japonais.
En 1940, Aida se rend à Nankin en tant que volontaire du renseignement militaire, puis travaille pour un éditeur à Shanghai. Il y rencontre de jeunes poètes comme Shinpei Kusano qui deviennent connus après la guerre. En 1945, il rentre au Japon et publie en 1957 le recueil de poésie Kanko qui est couronné du prix Kōtarō Takamura. Il est lauréat du prix Yomiuri en 1977 pour le recueil Yuigon.

## Source de la traduction
- (de) Cet article est partiellement ou en totalité issu de l’article de Wikipédia en allemand intitulé « Aida Tsunao » (voir la liste des auteurs).